# Памбукчян, Арутюн
Арутюн Есаиевич Памбукчян (арм. Հարություն Փամբուքչյան, англ. Harout Pamboukjian; род. 1 июля 1950, Ереван, Армянская ССР, СССР), также известен как Дзах Арут (арм. Ձախ Հարութ; англ. Dzakh Harout — дословно: левша Арут (известный тем, что играл на гитаре левой рукой)) — армянский певец. Известен как исполнитель танцевальных, народных и революционных песен. Заслуженный артист Республики Армения (2015).

## Биография

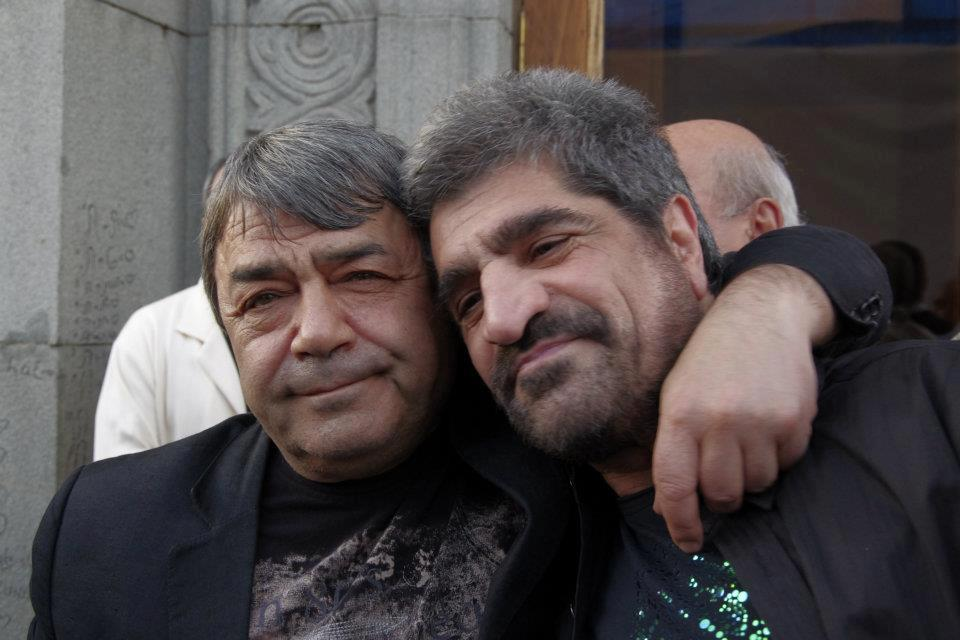
Рубен Ахвердян (слева) и Арут (2012, Ереван)

Учился игре на гитаре, бузуки, сазе, дхоле, ударных и пианино, организовал группу «Эребуни», играющую разнообразную музыку — от Азнавура до Пресли и Deep Purple. По политическим мотивам в 1975 г. покинул СССР, эмигрировав в Ливан. Позже обосновался в США, где и проживает вместе с женой и сыном. В конце 1980-х многократно и с большим успехом выступил на центральном ереванском стадионе «Раздан».
Записал более 20 альбомов. Известные песни — «Асмар ахчик», «Зоканч», «Мшо ахчик», «Ай качер», «Эй джан хапама» и др.
Арут проживает в Соединённых Штатах Америки, в штате Калифорния, и активно участвует в благотворительной и общественной деятельности армянской общины США. Популярность его давно вышла из армянских кругов и распространилась среди американцев, которым небезразлична культура армянского народа.
На родине исполнителя он известен как «Дзах» Арут, многие считают его одним из основоположников течения «РабИс» (от организации «Работники Искусства», действовавшей в советское время) в армянской песне.
Аруту принесли славу песни Артура Месчяна. Альбом «Реквием» Месчяна, в который включены легендарные песни как «Ур эир, Аствац?»
Был женат на Рузанне Тевосян, которая скончалась в 2013 году.

## Дискография
- 1976 — Где ты был, Боже? (арм. Ուր էիր Աստված)
- 1977 — Баллада о Родине (арм. Բալադ Հայրենյաց)
- 1978 — С утра до вечера (арм. Առավոտից իրիկուն)
- 1980 — До завтра (арм. Մինչև էգուց)
- 1980 — In Memory Of Those Who Gave Their Lives
- 1981 — На берегу реки (арм. Գետի այն ափին)
- 1982 — Когда в бурном море (арм. Երբ ալեկոծ ծովի վրա)
- 1982 — Top’82
- 1983 — Ушедшие друзья (арм. Հեռացած ընկերներ)
- 1984 — Vol 12
- 1986 — Армянские глаза (арм. Հայի աչքեր)
- 1988 — Армянские дети (арм. Հայ բալիկներ)
- 1989 — До свидания (арм. Գնաս Բարով)
- 1991 — Добрый вечер Ереван (арм. Երեկոյան Երևան)
- 1993 — С днем рождения (арм. Բարի տարեդարձ)
- 1994 — Дороги в Бингол (арм. Ճամբաները բինգյոլի)
- 1997 — The Golden Album
- 2000 — Песня — это тоже молитва (арм. Երգը նաև աղոթք է)
- 2000 — Harout 2000
- 2013 — My Life